# سيتوكينين

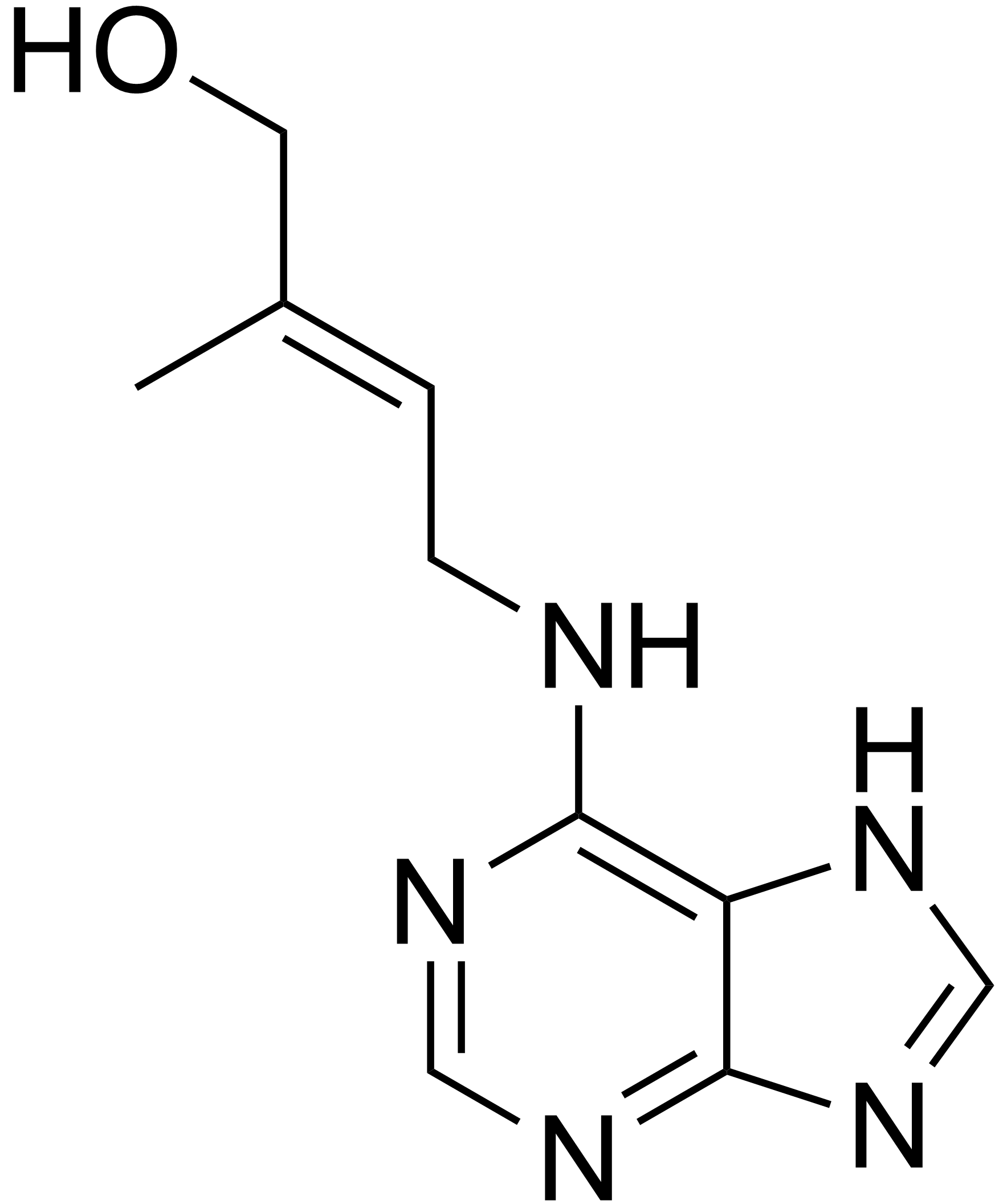

السيتوكينينات صنف من الهرمونات النباتية التي تحث انقسام الخلايا.
اكتشف في عام 1941 في حليب جوز الهند على يد العالم فولك سكوغ في جامعة ويسكنسن-ماديسون. وفي سنة 1952 تمكن Miller من استخلاصه من بطارخ الرنجة وفي 1964 ثم تمكن Jehan وآخرون من اكتشافه في النباتات المزهرة. واكتشف تحت اسم الكينتين إلا أنه ثبت أن السيتوكينين الطبيعي في معظم النباتات هو الزياتين.

## أنواعه
هنالك نوعان من السيتوكينين:
- النوع الأدينيني (بالإنجليزية: Adenine-type cytokinins)‏
- النوع الأدينيني (بالإنجليزية: Phenylurea-type cytokinins)‏

## وظائف السيتوكينين
1. أهم خصائص ووظائف السيتوكينين هو تأثيره على انقسام الخلايا، وهذه الصفة تتخذ أساساً لإثبات وجود السيتوكينين في العديد من الاختبارات الحيوية.
2. التأثير على ما يعرف بالشيخوخة النباتية من حيث:

- - تأثير دخول النسيج النباتي في الشيخوخة
  - إيقاف أو تأخير التحلل والموت
  - إيقاف التساقط (بالإنجليزية: Abcission)‏ ومنعه مثل تساقط الأوراق والأزهار والثمار.

1. يمنع الأصفرار لتأثيره الموجب على البروتين والاحتفاظ بمادة اليخضور ومنع تحللها ويعتبر ذلك أحد الاختبارات الحيوية الدالة عليه. وقد أمكن استغلال تلك الفكرة في إطالة مدة تخزين بعض المحاصيل الورقية مثل الخس والبقدونس والهليون و السلق عن طريق إنقاص معدل تنفسها.
2. يجذب كثيراً من المواد والعناصر إلى مكان وجود الكينيتين أو الزينتين أوالبنزيل أدينين ومن هذه المواد الأيونات غير العضوية وجزيئات عضوية مثل السكر والأحماض الأمينية وأيضا غالبية عصارة الخشب واللحاء فيتجه تيارها إلى البقعة التي يتواجد فيها السيتوكينين، ويطلق على ذلك تأثير (بالإنجليزية: Phytogerontology)‏.
3. يزيد من بناء الرنا بينما يظل الدنا دون تأثير عند المعاملة بالكينيتين وغيره من السيتوكينينات وقد وجد أن الزيادة كانت مؤقتة لمدة 15 دقيقة بعدها يعود مستوى الرنا إلى مثيله في النباتات الغير معاملة.
4. يمنع أو يثبط النشاط الإنزيمي الخاص بجميع العمليات الفردية للشيخوخة مثل منعه لنشاط إنزيم (بالإنجليزية: Dehydrogenase)‏ الخاص بدورة (بالإنجليزية: Pentose phosphate)‏ كما يساعد على انخفاض نشاط إنزيم الريبونيوكليز (بالإنجليزية: Ribonuclease)‏ حيث أنه من المعروف أن دخول النسيج النباتي في الشيخوخة يصحبه زيادة في نشاط الريبونيوكليز.
5. ومن التطبيقات الهامة للسيتوكينين هو تأثيرها هي السيادة القمية فتؤدي المعاملة به إلى حث تكوين البراعم الجانبية في الورق ومن تأثيراته إنهاء طور الراحة في نباتات الفاكهة وقد أمكن إنتاج بعض أنواع الفاكهة بكرياً كما في المانغو بالمعاملة بالكينيتين مع مخاليط من الجبرلين.